# François Aubrun
Pour les articles homonymes, voir Aubrun.
François Aubrun (1934 - 2009) est un peintre et dessinateur français de style non figuratif.

## Biographie
François Aubrun est né le 29 octobre 1934 à Boulogne Billancourt. Sa vocation de peintre lui vient à l'âge de dix ans, alors qu'il est hospitalisé dans un sanatorium à la montagne.
« J'avais un ennui pulmonaire, j'étais allongé sur une planche – c'est ainsi qu'on nous soignait à l'époque – et je passais mes journées à regarder les nuages manger le ciel et le ciel se venger sur les nuages. Je voyais comment les choses se passaient, ce qui résistait, ce qui envahissait. Et c'est à ce moment-là que j'ai décidé de faire de la peinture. »
Guéri de sa maladie, il se déscolarise, commence à étudier la peinture à l'Académie de la Section d'Or sous la direction de Jean Souverbie, prend des cours de sculpture avec Paul Niclausse, puis entre à l'École nationale supérieure des Beaux-Arts de Paris.
À l'âge de quinze ans, au cours d'un voyage avec son grand père, il découvre la région d'Aix-en-Provence et sa lumière. C'est pour lui une révélation. Il revient à Aix l'année suivante, puis quasiment chaque année, durant les vacances. Il peint dans les rues de la ville, et vers la montagne Sainte-Victoire, dans la petite commune du Tholonet, où le paysage lui parait « dur, tragique et très aigu. »
En 1956, il épouse Martine Bassot, avec qui il aura six filles. En 1960, ils quittent Paris et s'installent définitivement au Tholonet, dans une ancienne maison de la Compagnie des Jésuites, le domaine Saint-Joseph, situé non loin de Château Noir et des carrières de Bibémus. C'est là qu'il vivra et travaillera pendant près de cinquante ans, produisant la grande majorité de son œuvre.
Aubrun n'a jamais voulu appartenir à une école, et d'ailleurs il ne fréquente pas de peintres, à part ses amis Ferit Iscan et Jean-Pierre Risos, son voisin André Masson, et Pierre Tal Coat, qui a vécu à Château noir pendant la guerre, et qu'il accueille chez lui à plusieurs reprises pour travailler, dans les années soixante-dix. Aubrun se tient à l'écart donc, et fait de cet isolement un principe fondamental :
« L’acte de peindre se passe seul et il ne faut jamais souffrir de solitude si on veut peindre. La peinture n’est pas un métier, c’est un cheminement qui se conduit uniquement dans la solitude. »
Parallèlement à ce cheminement, Aubrun enseigne. D'abord à Luminy, à l’université de Marseille, puis à l’École nationale des arts décoratifs de Nice. Il est nommé directeur de l’École des Beaux-Arts de Toulon de 1974 à 1980, puis enseignant de peinture à l’Ecole nationale supérieure des Beaux-Arts de Paris jusqu’en 1992.
François Aubrun décède à Paris le 5 février 2009. Son œuvre, riche de plus d'un millier de toiles et de dessins, est régulièrement exposée en France et à l'étranger.

## Commentaires sur l'œuvre
La peinture d'Aubrun a souvent été qualifiée de non figurative, du fait qu'elle n'est ni figurative ni abstraite à proprement parler, mais l'artiste lui-même s'est peu exprimé à ce sujet. Dans l'ouvrage qu'il lui consacre en 2012, Frédéric Pajak avance que « naturaliste serait le terme convenable. À savoir qu'il représente la nature, non pas ce qui apparaît sous ses yeux – le ciel, l'eau, la montagne –, mais ce qui la constitue : la lumière, et c'est tout. »

## Expographie

### Expositions personnelles et rétrospectives
| - 1957 : Galerie de Varenne – Paris, France - 1959 : Galerie Dauphine – Paris, France - 1962 : Galerie des Beaux-Arts – Paris, France - 1965 : Galerie Terre d’Ocre – Toulouse, France - 1965 : Galerie des Beaux-Arts – Paris, France - 1965 : Galerie 9 – Paris, France - 1967 : Galerie des Beaux-Arts, – Paris, France - 1967 : Galerie 9 – Paris, France - 1967 : Galerie Le Point – Auxerre, France - 1968 : Galerie du Vieux Cagnes – Haut-de-Cagnes, France - 1968 : Groupe Animation d’une Cité – Lons-le-Saunier, France - 1968 : Canal de Provence – Aix-en-Provence, France - 1968 : Galerie Suzanne de Coninck – Paris, France - 1969 : Galerie 7 – Paris, France - 1969 : Foyer du Vieux Colombier – Paris, France - 1970 : Galerie Suzanne de Coninck – Paris, France - 1970 : Galerie H.B. – Aix-les-Bains, France - 1971 : Galerie du Guet – Aix-en-Provence, France - 1971 : Galerie Henry Meyer – Lausanne, Suisse - 1971 : Galerie de La Licorne – Neuchâtel, Suisse - 1972 : Galerie Henry Meyer – Lausanne, Suisse - 1972 : Palais des Congrès – Aix-en-Provence, France - 1973 : Galerie Henry Meyer – Lausanne, Suisse - 1973 : Galerie La Porte de Jade – Bruxelles, Belgique - 1975 : Galerie La Prévôté – Aix-en-Provence, France - 1975 : Galerie des Maîtres Contemporains – Aix-en-Provence, France - 1976 : Galerie des Maîtres Contemporains – Aix-en-Provence, France - 1976 : La Galerie – Nîmes, France - 1977 : La Galerie – Nîmes, France - 1977 : Ancien couvent royal – Saint-Maximin-la-Sainte-Baume, France - 1977 : Galerie Eupalinos – Clermont-Ferrand, France - 1978 : Palais de la Berbie – Albi, France - 1979 : Galerie La Prévôté – Aix-en-Provence, France - 1979 : Galerie Artax – Paris, France - 1979 : Salle Carnot – Aix-en-Provence, France - 1981 : La S.F.I.G.H. Architecture – Paris, France - 1983 : Galerie Gilles Corbeil – Montréal, Canada - 1983 : Galerie Baudinet – New York, États-Unis - 1984 : Galerie Yannick Bideau – Paris, France | - 1985 : Galerie Baudinet – New York, États-Unis - 1985 : Musée Granet – Aix-en-Provence, France - 1986 : Galerie Manuel – Aix-en-Provence, France - 1987 : Institut culturel franco-allemand – Tübingen, Allemagne - 1987 : Musée Théodor-Haering-Haus – Tübingen, Allemagne - 1987 : Galerie Jean-Claude Riedel – Paris, France - 1989 : Galerie Jean-Claude Riedel – Paris, France - 1990 : Galerie Jean-Claude Riedel – Paris, France - 1991 : Sarina Tang Fine Art – New York, États-Unis - 1992 : Galerie Jean-Claude Riedel – Paris, France - 1993 : Galerie Jean-Claude Riedel – Paris, France - 1995 : Galerie Jean-Claude Riedel – Paris, France - 1996 : Galerie L'Embarcadère – Lyon, France - 1997 : Monasterio de Veruela – Saragosse, Espagne - 1997 : Galerie L'Embarcadère – Lyon, France - 1997 : Galerie Jean-Claude Riedel – Paris, France - 1999 : Galerie Jean-Claude Riedel – Paris, France - 2001 : Galerie Jean-Claude Riedel – Paris, France - 2001 : Galerie L'Embarcadère – Lyon, France - 2001 : Galerie Han Art – Montréal, Canada - 2002 : Galerie Rouge – Morges, Suisse - 2004 : Galerie Ô Quai des Arts – Vevey, Suisse - 2005 : Galerie Nabokov – Paris, France - 2005 : Galerie Ô Quai des Arts – Vevey, Suisse - 2006 : Chapelle Saint-Joseph – Le Tholonet, France - 2007 : Galerie Ô Quai des Arts – Vevey, Suisse - 2008 : La Maison Guerlain – Paris, France - 2009 : Galerie Ô Quai des Arts – Vevey, Suisse - 2009 : Galerie Nabokov – Paris, France - 2012 : François Aubrun, Topographie de l’art – Paris, France - 2015 : Domaine de Kerguéhennec – Bignan, France - 2016 : Galerie Lionelle Courbet – Paris, France - 2019 : François Aubrun, L'absolue peinture, Musée Angladon, Collection Jacques Doucet – Avignon, France - 2021 : François Aubrun, Œuvres sur papier , Galerie LIGNEtreize – Carouge, Suisse - 2022 : L'Atelier du silence , Taylor Graham Gallery – Greenwich, CT, États-Unis |

### Expositions collectives et salons d'art contemporain
| - 1964 : 11e Salon du Sud-Est, Château de Nérac – Nérac, France - 1966 - 1967 : Groupe Schèmes, Musée d'Art Moderne – Paris, France - 1967 - 1968 : Confrontation, Musée des Beaux-Arts de Dijon – Dijon, France - 1969 : Salon de Juvisy – Juvisy, France - 1969 : Réalités spirituelles, Musée d'Art Moderne – Paris, France - 1969 : Biennale de Paris – Paris, France - 1970 : Biennale de Mérignac – Mérignac, France - 1971 : Biennale de la jeune peinture méditerranéenne – Nice, France - 1972 - 1984 : Salon des réalités nouvelles – Paris, France - 1973 - 1978 : Festival de Toulon – Toulon, France - 1975 - 1985 : Salon de mai – Paris, France - 1976 - 1978 : Formes et Couleurs, Billom – Clermont-Ferrand, France - 1979 - 1980 : Présence contemporaine – Aix-en-Provence, France - 1979 - 1980 : Perspectives – Aix-en-Provence, France - 1980 : Sélection européenne, Salon de Mantoue – Mantoue, Italie | - 1981 : Artists 81 Exhibition, United Nations General Assembly Building – New York, États-Unis - 1982 : Salon de Paris – Paris, France - 1998 : Autour de Georges Duby, Galerie d’Art du Conseil Général des Bouches-du-Rhône – Aix-en-Provence, France - 2015 : Les Cahiers Dessinés, La Halle Saint Pierre – Paris, France - 2017 : Grand Trouble, La Halle Saint Pierre – Paris, France - 2018 : Art Miami 2018 – Miami, États-Unis - 2019 : Dessin politique, dessin poétique, Musée Jenisch Vevey – Vevey, Suisse |

#### Monographies et revues spécialisées
- Denis Coutagne, Georges Duby, Jean-Marie Gleize, Charles de Peretti, Georges Raillard et Jean-Michel Royer, François Aubrun, ouvrage monographique, Musée Granet, Aix-en-Provence, 1985.
- Georges Duby, François Aubrun, peintures, Galerie La Prévôté, Aix-en-Provence, 1979.
- Georges Duby, François Aubrun, avec les photographies de Fulvio Roiter, Trévise, 1993.
- Henri Maldiney, François Aubrun, peintures récentes, Éditions de Beaune, Paris, 1970.
- Frédéric Pajak, Aubrun, l'absolue peinture, avec les photographies de Magali Koenig, Les Cahiers Dessinés, Paris, 2012  (ISBN 979-10-90875-03-6) (présentation en ligne).
- Nicolas Raboud, « François Aubrun, l'effacement », in Le Cahier Dessiné no 4, Éditions Buchet/Chastel, Paris, 2004.
- Autour de Georges Duby, Galerie d'Art du Conseil Général des Bouches-du-Rhône, Aix-en-Provence, Éditions Actes Sud, Arles, 1998.
- « François Aubrun, peintre à Saint-Joseph », in La Route Cézanne, Association Route-Cézanne du Tholonet, Le Tholonet, 2009.

#### Catalogues d'exposition
- Daniel Bizien, Les peintures récentes de François Aubrun : une passion pour la terre et la nature, Collège d'Échange Contemporains, Saint-Maximin, 1977.
- Frantz-André Burguet, Extérieur Jour. Intérieur Lumière, L'Embarcadère, Lyon, 1996.
- Comby, François Aubrun, peintures, Paris, 1977.
- Georges Duby, François Aubrun. Paysage endormis. Natures mortes, Galerie Riedel, Paris, 1987.
- Jacques Gandelin, François Aubrun, La Galerie, Nîmes, 1976.
- Ferit Iscan, François Aubrun, Galerie des Maîtres Contemporains, Aix-en-Provence, 1975.
- Jacques Lagrange, François Aubrun, Galerie La Porte de Jade, Bruxelles, 1973.
- Jacques Le Rider, François Aubrun, texte de Galerie Riedel, Paris, 2001.
- Henri Maldiney, Atelier François Aubrun, Galerie Riedel, Paris, 1990.
- Pascal Riou, François Aubrun, Galerie Han Art, Montréal, 2001.
- Jean-Michel Royer, Aubrun-sur-Saône, L'Embarcadère, Lyon, 1996.
- François Aubrun, Galerie 7, Paris, 1969.

### Filmographie
- Aubrun, l'absolue peinture, film de Frédéric Pajak, 56 min, Zadig Productions, 2019 (présentation en ligne).